# Пико де Пикадю, Пьер-Мари-Огюст
Пьер-Мари́-Огю́ст Пико́ де Пикадю́, фрайгерр (барон) фон Герцо́генберг (фр. Pierre-Marie-Auguste Picot de Peccaduc или Peccadeuc, нем. August von Herzogenberg) — французский офицер, эмигрировавший в годы Великой французской революции и сражавшийся на стороне войск антифранцузских коалиций и роялистов.

## Биография
Одноклассник Наполеона Бонапарта в Парижской военной школе. В учебном классе сидел между Наполеоном и Фелиппо, которых разделяла непримиримая вражда, и сбежал со своего места, так как его ноги почернели от яростных ударов, которыми противники обменивались под столом. Окончил школу с одним из лучших результатов, был среди немногих выпускников, награждённых орденом Святого Лазаря, и 1 ноября 1785 года получил свой первый патент на чин су-лейтенанта в Мецском полку.
После начала революции в 1791 году с двумя братьями и дядей эмигрировал, служил капитаном артиллерии в эмигрантском полку Рогана, затем перешёл в австрийскую армию и сражался против своих соотечественником в рядах интервентов. Его отец Пьер-Жан-Батист Пико де Пикадю остался во Франции и, возможно, был казнён в 1792 году в возрасте 59 лет, хотя из сохранившихся документов причина смерти неясна.
В кампанию 1805 года Пико де Пикадю попал в плен во время капитуляции при Ульме, но через некоторое время был освобождён. В кампанию 1809 года снова дрался против французов, уже в чине подполковника, попал в плен, на этот раз к Даву, и снова был отпущен. В 1811 году сменил фамилию на немецкую — фон Герцогенберг; получил титул фрайгерра и звание полковника. С 1813 года генерал-майор. В кампании 1813 года участвовал в сражениях под Дрезденом и Кульмом и был тяжело ранен. В 1814 году после взятия Парижа союзниками с марта по май исполнял обязанности коменданта города (одного из трёх: одновременно были назначены коменданты от русской и прусской армий).
В 1821 году назначен куратором Терезианума. С 1822 года командир 25-го пехотного полка. В 1827 году получил звание фельдмаршал-лейтенанта австрийской армии.
Его потомком является известный австрийский композитор Генрих фон Герцогенберг (1843—1900).